# Kasteel ten Berg

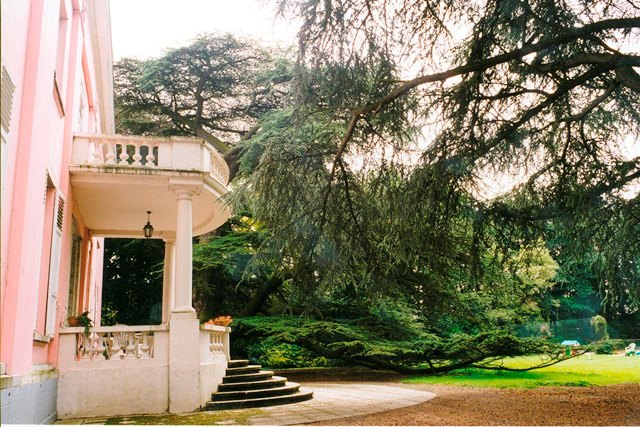

Het kasteel ten Berg is een kasteel aan de Beigemsesteenweg in de Vlaamse deelgemeente Beigem.
Het is een landhuis met een 19e-eeuws aanzicht met een omringend park. Het landhuis werd op het einde van de 18de - begin 19de eeuw gebouwd door Jean A. B. Domis de Semerpont (1727-1779), raadslid van Brabant of zijn zoon François-Joseph-Ghislain (1776-1835), burgemeester van Beigem. Het domein bleef in bezit van de familie tot 1961.
In de eerste helft van de 20ste eeuw werd aan de voorgevel een halfrond bordes met balkon toegevoegd en aan de achtergevel een trappartij met terras.